# Первая гражданская война в Чаде
Первая гражданская война в Чаде — вооружённый конфликт, проходивший в Республике Чад с 1965 по 1979 год. Война началась как восстание против диктаторского правления президента Франсуа Томбалбая и продолжилась и после государственного переворота 1975 года, в ходе которого Томбалбай был убит. В войне приняли участие различные фракции и военизированные группировки, пользовавшиеся поддержкой США, Франции и Ливии. 21 августа 1979 года стороны конфликта провели переговоры в Нигерии. В результате переговоров было подписано Лагосское соглашение. Война формально закончилась в ноябре 1979 года формированием коалиционного правительства во главе с Хиссеном Хабре при президенте Гукуни Уэддее. Этот эпизод, однако, не принёс стране стабильности. Уже в 1980 году столкновения в стране продолжились, при участии Ливии, и в 1983 году Хабре стал президентом, а Уэддей вынужден был бежать из страны.

## Предыстория

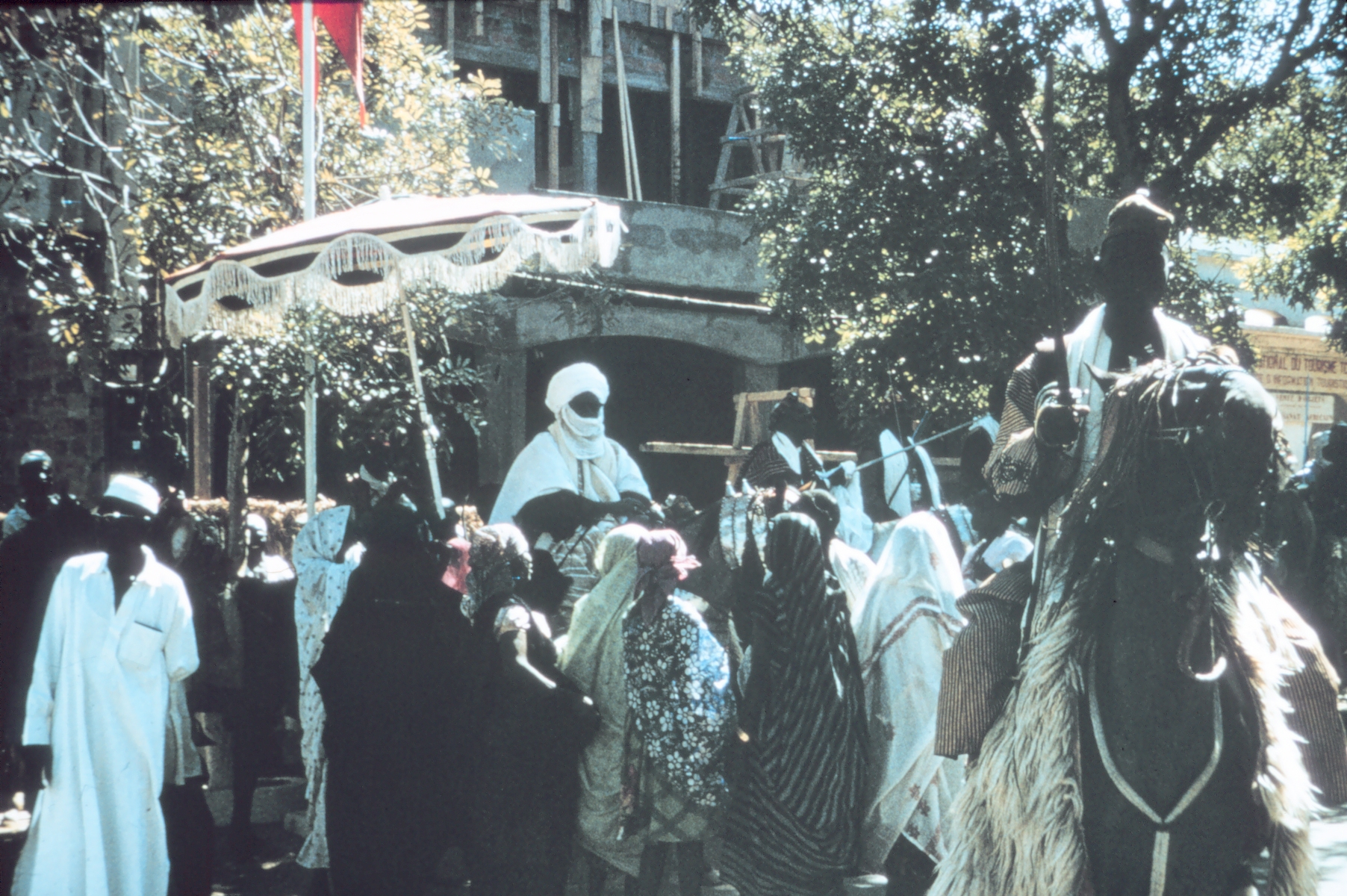
Чадские аристократы. Президент Франсуа Томбальбай подрывал позиции местных лидеров, вызвав недовольство, которое способствовало обострению ситуации в стране.

Как и большинство постколониальных государств, Чад является изначально искусственным образованием, границы которого определялись при разделе сфер влияния Франции, Великобритании и Италии и часто проводились линейкой по карте. Чад, получивший независимость от Франции в 1960 году, разделён на две примерно равные части как географически, так и демографически. Север страны (в первую очередь бывший регион Борку-Эннеди-Тибести) находится в Сахаре и населён кочевниками, придерживающимися ислама в строгой его интерпретации. Юг представляет собой саванну и населён чёрными оседлыми племенами, исповедующими христианство. При получении независимости власть получили южане во главе с президентом Франсуа Томбалбаем, а северные провинции Чада управлялись напрямую Францией до 1965 года, когда бывшая метрополия сочла центральное правительство достаточно сильным, чтобы взять управление севером страны на себя.
Томбалбай по своей деятельности мало отличался от других современных ему африканских диктаторов. Он в 1962 году запретил все политические партии, кроме собственной — Прогрессивной партии Чада, а также сосредоточил во власти выходцев из своего клана и подавил политическую оппозицию, наполнив тюрьмы тысячами политических заключённых. На большинство административных постов, в том числе и на севере, были назначены южане, многие из которых были абсолютно некомпетентны. В стране процветала коррупция на всех уровнях. Северяне чувствовали себя дискриминированными.

## Война до 1975 года

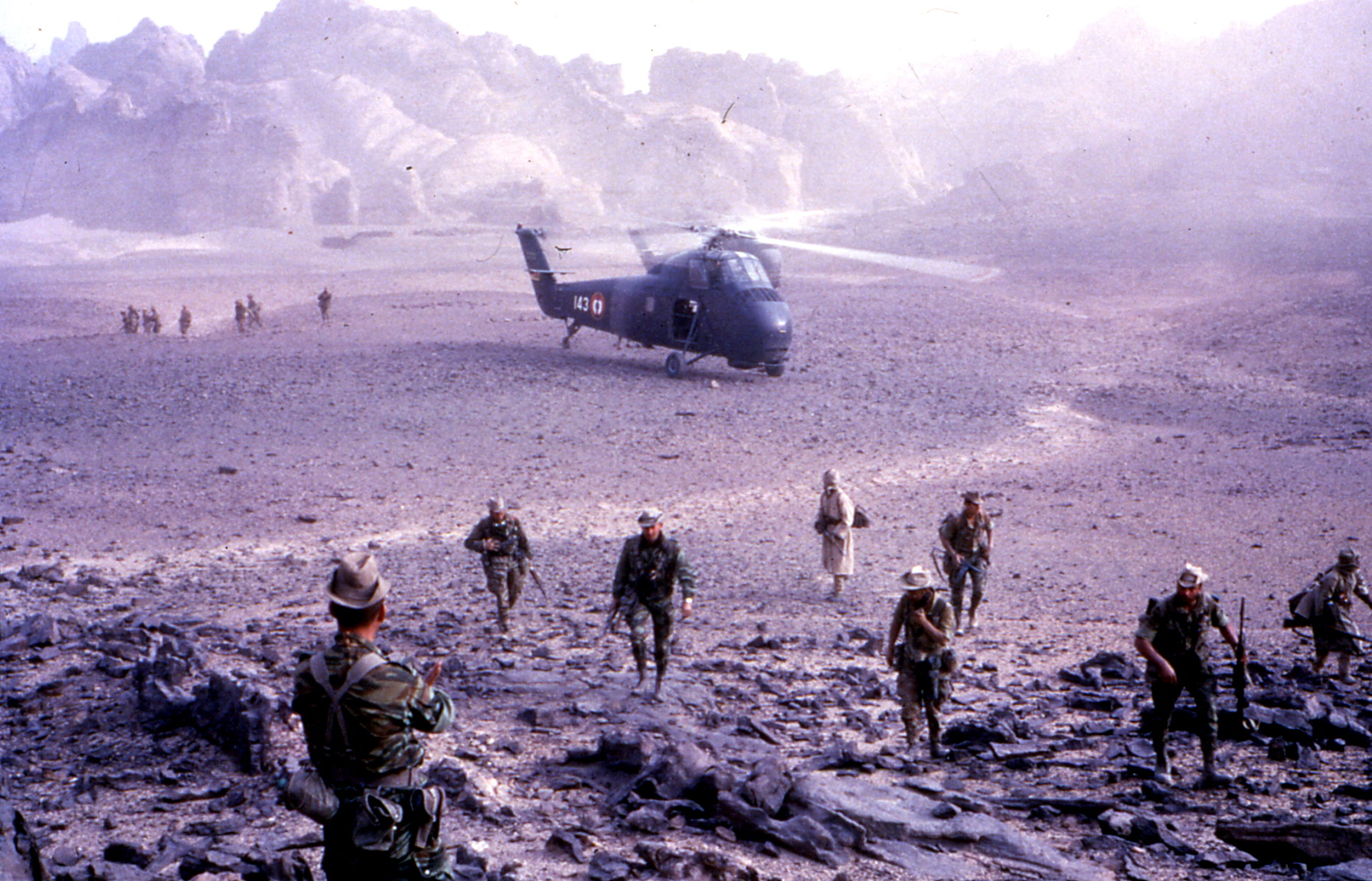
Вертолет Сикорский H-34 ВМС Франции и французские десантники во время операции в Чаде, 1971 год.

В 1965 году, вскоре после переподчинения северных провинций центральному правительству Чада в них вспыхнуло восстание, которое Томбалбай попытался жёстко подавить. Формально восстание началось 1 ноября 1965 года в префектуре Гера в связи с недовольством системой налогообложения. В этом же году был образован Фронт национального освобождения Чада (ФРОЛИНА). В результате подавления восстания часть кочевников тубу под руководством духовного лидера (дерде) ушла в Ливию. Восстание при этом продолжалось, и в 1968 году Томбалбай, который уже не мог с ним справиться, обратился за помощью к Франции. Иностранный легион прибыл в Чад и разбил войска восставших. Французы, однако, не могли ничего сделать в условиях партизанской войны в пустыне. Франция потребовала от Томбалбая провести реформы, в частности, восстановить права мусульманских лидеров и ввести северян в правительство. После того, как это было выполнено, в 1971 году, Франция вывела свои войска из Чада.
После этого, однако, Томбалбай стал проводить политику африканизации («аутентичности», фр. Authenticité), изменил христианские имена на африканские и ввёл один из традиционных культов, йондо, в качестве государственной религии. Затем он начал преследования христиан и мусульман, что привело к новой вспышке гражданской войны. Положение правительства становилось всё тяжелее, и в апреле 1975 года военные совершили государственный переворот, в ходе которого Томбалбай был убит. Главой государства (формально в должности Председателя Высшего Военного Совета, с 1978 года в должности президента) был провозглашён южанин генерал Феликс Маллум.

## Война после свержения Томбалбая
Военные действия на севере Чада продолжались, а правительство Маллума было слишком слабо, чтобы их подавить. Фронт ФРОЛИНА распался на две организации — Вооружённые силы Севера (ФАН), действовавшую на севере страны, и Первую Армию Освобождения на востоке. В 1976 году ФАН, в свою очередь, распался на две фракции — одну возглавлял Гукуни Уэддей, сын дерде Тибести, в своё время бежавшего в Ливию, вторую — Хиссен Хабре, не ориентировавшийся на Ливию. Конфликт, кроме личных амбиций сторон, подогревался также вмешательством Ливии, которая в 1973 году заняла полосу Аузу, узкую полосу на границе Ливии и Чада, а в 1976 году аннексировала её. Уэддей поддержал аннексию, Хабре выступил против неё. Соперничество между группировками Хабре и Уэддея выплеснулось далеко за пределы северных провинций и буквально опустошило страну.
Интересы Уэддея никогда не выходили за пределы интересов его племени, Хабре же, получивший образование во Франции, действовал стратегически. В апреле 1974 года войска Хабре захватили в Тибести французского археолога Франсуаза Клостра и удерживали её в течение трёх лет, требуя от французского правительства оружие в качестве выкупа. Во Франции дело получило широкое освещение, и президент Жискар д’Эстен вынужден был согласиться. После этого уже Маллум обвинил правительство Франции в том, что оно вооружает повстанцев, и потребовал полного вывода всех французских войск с территории Чада. Войска были немедленно выведены в Центральноафриканскую Республику, а Клостр освобождена 30 января 1977 года в результате вмешательства Муамара Каддафи, после того, как сумма, заплаченная Францией (четыре миллиона франков, а также снаряжение на шесть миллионов франков) была сочтена недостаточной.
В том же 1977 году Хабре потерпел военное поражение от Уэддея и бежал на восток страны. Тогда Уэддей обратился к Ливии за помощью против правительства Маллума. В марте 1978 года при поддержке Ливии его войска взяли главный город региона Борку-Эннеди-Тибести, Фая-Ларжо. Затем, объединившись с повстанцами на востоке (группа «Вулкан»), войска Уэддея двинулись на юг. Маллум, который не мог противостоять Ливии, обратился к Франции с просьбой о защите. Франция прислала в Нджамену 1500 солдат, а также выслала авиацию, которая нанесла по повстанцам удары с воздуха.
Между тем Хабре, находившийся на востоке Чада, при поддержке Судана за короткое время создал мощную армию, и Маллум пригласил его войти в правительство. Хабре занял пост премьер-министра в так называемом правительстве национального единства (куда не входили Уэддей и его сторонники), но в феврале 1979 года правительство развалилось. В Нджамене и её окрестности развернулись ожесточённые бои между силами Хабре и Маллума, сопровождавшиеся преступлениями против мирного населения. В частности, южане из армии Маллума вырезали мусульман в Нджамене, а после того, как Хабре вытеснил Маллума из столицы, войска последнего отошли в южные провинции Чада, продолжая убивать мусульман. В Нджамену вошли силы Уэддея и начали систематически уничтожать христиан. Число жертв в этих событиях оценивается от 10 до 20 тысяч человек. Центральная администрация перестала существовать.
В ноябре 1979 года, после длительных международных усилий, в Нджамене было образовано коалиционное правительство, включавшее как южан, так и северян (не менее десяти фракций). Президентом страны стал Гукуни Уэддей, вице-президентом — Абделькадар Камуге (соратник Маллума), Хиссен Хабре получил пост министра обороны.

## После 1979 года
После формирования коалиционного правительства наступил короткий период перемирия, и формально Первая гражданская война в Чаде окончилась в 1979 году. Реально же перемирие продолжалось всего несколько месяцев, после чего бои между фракциями Уэддея и Хабре возобновились и привели к полному разрушению Нджамены и бегству многих её жителей в соседний Камерун. Бои прекратились после того, как Ливия ввела в Чад свои войска и вытеснила силы Хабре из Нджамены, оставив Гукуни Уэддея президентом. В 1983 году Каддафи потерял интерес к делам Чада, вывел ливийские войска из страны, после чего силы Хабре немедленно взяли Нджамену и свергли правительство Уэддея. Президентом стал Хиссен Хабре.